# ان-استیل‌مورامیک اسید
ان-استیل‌مورامیک اسید (به انگلیسی: N-Acetylmuramic acid) با فرمول شیمیایی C۱۱H۱۹NO۸ یک ترکیب شیمیایی با شناسه پاب‌کم ۵۴۶۲۲۴۴ است. مورامیک اسید عامل پایه‌ای پپتیدوگلیکان است که در دیواره سلولی باکتری‌ها وجود دارد.